# Fuerte del Rey
Fuerte del Rey – gmina w Hiszpanii, w prowincji Jaén, w Andaluzji, o powierzchni 35,09 km². W 2011 roku gmina liczyła 1402 mieszkańców.